# Ficus desertorum
Ficus desertorum — вид квіткових рослин із родини шовковицевих (Moraceae).

## Біоморфологічна характеристика
Від інших видів Ficus section Malvanthera жорстким ланцетним, темно-зеленим, знебарвленим листям із численними паралельними, часто нечіткими бічними жилками; ніжки листків з дрібними, як правило, білими волосками.
Раніше включався в широкі концепції або Ficus platypoda (Miq.) Miq. або Ficus brachypoda (Miq.) Miq., цей вид має розсіяне поширення по всій Центральній Австралії на кам'янистих відслоненнях, мезах і навколо водотоків. Це культурно значуща рослина, яку в розмовній мові називають пустельним інжиром.

## Середовище проживання
Зростає в Австралії. Літофіт. Ендемік посушливої Центральної Австралії.